# Шадлі Бенджедід
Шадлі Бенджедід (араб. شاذلي بن جديد, нар. 14 квітня 1929, Бутелджа, поблизу Аннаби — 6 жовтня 2012) — президент Алжиру з 1979 до 1992 року. Був усунутий від влади в результаті військового перевороту на початку громадянської війни в Алжирі.

## Біографія

### Війна за незалежність Алжиру та військова кар'єра
Шадлі Бенджедід народився у селянській родині. Він служив у французькій армії, зокрема, перебував в Індокитаї у 1954 році, коли там почалось повстання. У 1954 році, на початку війни за незалежність Алжиру приєднався до Фронту національного визволення (ФНВ). У 1955 році вступив до Армії національного визволення (АНВ). У 1956 році вже командував військовим сектором на сході країни, у 1957 році був заступником командувача, а з 1958 року, у званні капітана, командувачем воєнної зони міста Константіни. Мав підтримку Хуарі Бумедьєна. У 1961 році був переведений до оперативного командування Північної зони, потім до штабу Армії національного визволення. Наприкінці 1962 року, після здобуття Алжиром незалежності, у званні майора був призначений командувачем 5-м військовим округом (департамент Константіна). У 1964 році Бенджедіду було доручено командування воєнними діями в районі Орана (2-й військовий округ). Після перевороту 19 червня 1965 року увійшов до складу Революційної ради, при цьому зберіг пост командувача 2-м військовим округом (Оран) аж до 1978 року. Здобув найвище в алжирській армії звання полковника у 1969 році. З листопада 1978 до лютого 1979 року був міністром оборони, а після смерті президента Хуарі Бумедьєна — координатором армії в рамках Революційної ради. У грудні 1978 року сдав командування 2-м військовим округом, а наприкінці січня 1979 року вийшов з Революційної ради у зв'язку з її розпуском.
Бенджедід був компромісним кандидатом, хоча поступався за впливом та підтримкою з боку профспілок і комуністів Мохаммеду Салаху Яхьяуї, й міністру закордонних справ Абделазізу Бутефліку, що мав репутацію прозахідного ліберала.

### Правління (1979—1992)
З 9 лютого 1979 року Шадлі Бенджедід був Президентом Алжирської Народної Демократичної Республіки, Генеральним секретарем партії Фронт національного визволення, Верховним головнокомандувачем збройних сил АНДР й міністром національної оборони. Переобирався на пост президента у 1984 та 1988 роках. З листопада 1988 року був також головою партії ФНВ.
Неодноразово відвідував СРСР.
На посаді президента Бенджедід скоротив втручання держави в економіку й послабив державний нагляд за населенням, який за однопартійної диктатури ФНВ осягав усі сфери життя суспільства. Тим не менше, економічна ситуація погіршилась наприкінці 1980-их років у зв'язку з падінням цін на нафту, основний експортний продукт Алжиру. Це спричинило протести проти економічної політики Бенджедіда; 1988 року в Орані, Аннабі та інших великих містах стались заворушення, жорстоко придушені поліцією й мали наслідком сотні загиблих. Після цього Бенджедід закликав до переходу до багатопартійної демократії. Цей процес було зупинено наприкінці 1991 року, коли у першому турі багатопартійних виборів перемогу здобув Ісламський фронт порятунку, і військові скасували другий тур. Після цього Бенджедіда було усунено з його посту, й почалась громадянська війна в Алжирі.